# Sarah Margru Kinson
Sarah Margru Kinson (1832-1854) était une enseignante ouest-africaine. Elle était l'une des quatre enfants de La Amistad. Il a fréquenté l'Oberlin College et est retourné en Afrique de l'Ouest pour devenir enseignant. 
Elle est la première femme d'origine africaine à fréquenter une université américaine,.

## Biographie
Sarah Margrue Kinson est née en 1832 dans une famille appartenant au groupe ethnique Mande vivant dans l'actuelle Sierra Leone en Afrique de l'Ouest. Petite fille, elle fut vendue à des marchands d'esclaves et envoyée à Cuba sur le navire négrier portugais Tecora. En 1839, elle était l'un des quatre enfants partis s'enfuir en Afrique. Ils s'échappent sur le navire La Amistad, commandé par Mendian Joseph Cinque. Mais le La Amistad a été intercepté par les garde-côtes américains au large de New London, dans le Connecticut, et ramené à terre. Margrew et les autres personnes à bord ont été détenus à la prison de New Haven. Il fut également exposé et étudié pendant un certain temps. À ce jour, des procès ont eu lieu sur ce processus et sur son statut juridique. L'abolitionniste Lewis Tappan fait en sorte que Margrue et les autres enfants soient transférés de la prison à la résidence de sa femme, qui est sa femme de ménage.
En 1841, lorsque les passagers de l'Amistad obtinrent leur emploi et leur liberté, il resta avec ceux qui voulaient rester à Farmington, dans le Connecticut. Là, elle reçut le nom anglais de « Sarah Kinson ». Le groupe suscitait toujours l'intérêt du public et faisait des présentations sur ses expériences dans diverses villes américaines. Avec plusieurs missionnaires américains, ils arrivèrent près de Freetown en janvier 1842 et retournèrent en Afrique de l'Ouest.

## Éducation
Kinson était encore un jeune garçon lorsque le contingent Amistad arriva en Afrique de l'Ouest en 1842. Il vécut à Kaw Mendi (Komende, Kénéma), apprit à lire et à écrire, se convertit au christianisme et travailla pour des missionnaires américains. Avec l'aide de Lewis Tappan, il retourne aux États-Unis en 1846 et étudie d'abord à la Little Red Schoolhouse à Oberlin puis à l'Oberlin Collegiate Institute dans l'Ohio. À Oberlin, Margrew a rencontré Lucy Stanton, une fille afro-américaine, et en plus de ses études universitaires, a étudié l'accordéon dans les classes de Lucy. Pendant ce temps aux États-Unis, Kinson a été examiné par le phrénologue Orson Squire Fowler à New York,.

## Carrière
Kinson retourna en Afrique de l'Ouest en 1849. Cette fois, elle est devenue directrice d'une nouvelle école de filles sur l'île de Sherbro. Elle a formé une société de couture composée de femmes locales pour produire des vêtements de style occidental. Kinson épousa Edward Henry Green, un enseignant missionnaire africain, en 1852. Ils ont déménagé à l'intérieur des terres pour ouvrir leur propre station missionnaire en 1855, mais peu de temps après, son mari fut renvoyé de son travail missionnaire. Passé ce délai, sa vie n'est plus enregistrée dans les rapports de mission ou dans la correspondance.

## Mémoire
L'école de Kinson dans l'Ohio est toujours entretenue par l'Oberlin Heritage Center et est ouverte aux visites. Après la sortie du film Amistad en 1997, les historiens et autres chercheurs ont commencé à étudier davantage la vie de Kinson ces dernières années,. En 1997, Kimberly Jones a chanté Margrue dans Amistad d'Anthony Davis et Thulani Davis au Lyric Opera de Chicago. En 2004, l'artiste Carolyn Evans a peint un portrait de Margru dans une bibliothèque de White Plains, New York. Le livre pour enfants de Monica Edinger en 2013, Africa is My Home: A Child of the Amistad, utilise le nom de Magulu pour le personnage principal. Ce nom est mentionné dans la plupart des sources comme une version modifiée du nom « Margru ».